# Tölgyfa-pajzsoscsészegomba
A tölgyfa-pajzsoscsészegomba (Colpoma quercinum) a Rhytismataceae családba tartozó, Európában és Észak-Amerikában honos, a tölgyfák beteg vagy elhalt ágain élő, nem ehető gombafaj.

## Megjelenése

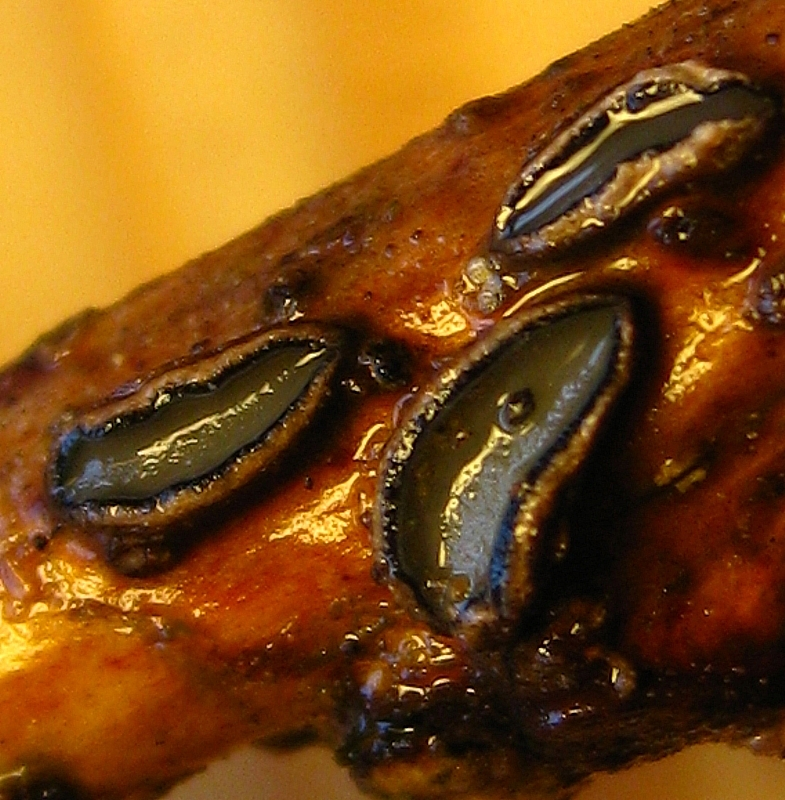

A tölgyfa-pajzsoscsészegomba termőteste 3-10 mm átmérőjű; csésze, illetve korong alakú, felülnézetben nagyjából kerek vagy megnyúltabb, ovális. Felső termőrétege sima, sárgás vagy szürkésfehér, szürkésbarna. A termőréteget oldalról és alulról körbevevő bőrszerű tok barnásfekete, tépett széle felül túlnyúlik a csésze felületén, alul belesüllyed az aljzatba. Csak nedves időben nyílik ki, szárazon feketés, bőrszerű réteg fedi.
Húsa piszkosfehér, szürkésfehér. Szaga nincs, íze nem jellegzetes. 
Spórapora fehéres. Spórája megnyúlt, tű alakú, gyakran hajlott, felszíne sima, mérete 70-90 x 1-2 µm. Az aszkuszok mérete 140-175 x 10-15 µm, kissé bunkós vagy orsó alakúak. 

### Hasonló fajok
A szürkés csészegombácska vagy a kocsonyás koronggomba hasonlít hozzá. 

## Elterjedése és életmódja
Európában és Észak-Amerikában honos.
Meggyengült, pusztuló tölgyfák ágain vagy a letörött, elhalt ágakon található meg, többnyire tömegesen. A kérgen először a fához hasonló színű bordák jelennek meg, majd a termőtest alulról áttöri a kérget. Márciustól májusig terem.